# 13667 Samthurman
13667 Samthurman (1997 GT37) là một tiểu hành tinh vành đai chính.